# 鄭賢貞
鄭賢貞（韓語：정현정），韓國電視編劇。

## 作品

### 电视剧
- 2002年：KBS《何時都撲通撲通》
- 2002年：KBS《婚姻故事》
- 2005年：SBS《三葉草》
- 2006年：MBC《愛情無法擋》
- 2011年：tvN《需要浪漫》
- 2012年：tvN《需要浪漫2012》
- 2014年：tvN《需要浪漫3》
- 2014年：KBS《戀愛的發現》
- 2015年：On Style《因為是第一次》
- 2016年：KBS《五個孩子》
- 2019年：tvN《羅曼史是別冊附錄》
- 2020年：KakaoTV《愛在大都會》
- 2023年：tvN《青春月譚》

## 外部連結
- NAVER搜索 （页面存档备份，存于）